# 福の守尚
福の守 尚（ふくのもり ひさし、1922年12月6日 -没年不明 ）は、荒汐部屋、時津風部屋（当初は双葉山相撲道場）に所属した元力士。本名は福守 尚（ふくもり ひさし）。現在の神奈川県小田原市出身。179cm、98kg。最高位は東十両15枚目。得意技は右四つ、押し。

## 経歴
1940年5月場所に初土俵。1952年1月場所に十両昇進。連続4場所務めたのち、1954年5月場所に廃業した。

## 主な成績
- 通算成績：150勝149敗24休 勝率.502
- 十両成績：26勝34敗 勝率.433
- 現役在位：33場所
- 十両在位：4場所

### 場所別成績
| 1940年 （昭和15年） | x                         | x                      | （前相撲）              | x                  |
| 1941年 （昭和16年） | （前相撲）                | x                      | 西序ノ口21枚目 3–5      | x                  |
| 1942年 （昭和17年） | 西序二段79枚目 6–2        | x                      | 東序二段3枚目 3–5       | x                  |
| 1943年 （昭和18年） | 東序二段4枚目 4–4         | x                      | 西三段目56枚目 5–3      | x                  |
| 1944年 （昭和19年） | 西三段目22枚目 休場 0–0–8 | x                      | x                       | x                  |
| 1945年 （昭和20年） | x                         | x                      | x                       | 東三段目16枚目 1–4 |
| 1946年 （昭和21年） | x                         | x                      | 国技館修理 のため中止   | 西序二段6枚目 5–2  |
| 1947年 （昭和22年） | x                         | x                      | 西三段目24枚目 4–1      | 西三段目2枚目 4–2  |
| 1948年 （昭和23年） | x                         | x                      | 西幕下19枚目 5–1        | 西幕下6枚目 3–3    |
| 1949年 （昭和24年） | 西幕下5枚目 3–9           | x                      | 東幕下15枚目 8–7        | 西幕下12枚目 7–8   |
| 1950年 （昭和25年） | 西幕下14枚目 8–7          | x                      | 西幕下9枚目 5–10        | 東幕下18枚目 9–6   |
| 1951年 （昭和26年） | 西幕下8枚目 7–8           | x                      | 東幕下10枚目 11–4       | 東幕下筆頭 8–7     |
| 1952年 （昭和27年） | 東十両17枚目 8–7          | x                      | 東十両15枚目 7–8        | 西十両16枚目 7–8   |
| 1953年 （昭和28年） | 東十両17枚目 4–11         | 西幕下3枚目 1–7        | 西幕下14枚目 3–5        | 西幕下20枚目 7–1   |
| 1954年 （昭和29年） | 東幕下9枚目 4–4           | 西幕下7枚目 休場 0–0–8 | 東幕下22枚目 引退 0–0–8 | x                  |
| 各欄の数字は、「勝ち-負け-休場」を示す。 優勝 引退 休場 十両 幕下 三賞：敢=敢闘賞、殊=殊勲賞、技=技能賞 その他：★=金星 番付階級：幕内 - 十両 - 幕下 - 三段目 - 序二段 - 序ノ口 幕内序列：横綱 - 大関 - 関脇 - 小結 - 前頭（「#数字」は各位内の序列） |                           |                        |                         |                    |

## 改名歴
- 福守 尚（ふくもり ひさし）1940年5月場所 - 1947年6月場所
- 福ノ守 尚（ふくのもり ひさし）1947年11月場所 - 1950年9月場所
- 福の守 尚（ふくのもり ひさし）1951年1月場所 - 1954年5月場所